# 托马斯·埃里克松
托马斯·埃里克松（瑞典語：Thomas Eriksson，1959年10月16日—），瑞典男子冰球运动员，1976年开始职业生涯。他曾代表瑞典参加1980年和1988年冬季奥林匹克运动会冰球比赛，获得二枚铜牌。